# لوکا مارینو اوداک
لوکا مارینو اوداک (انگلیسی: Luka Marino Odak؛ زادهٔ ۲۲ نوامبر ۱۹۸۹) بازیکن فوتبال اهل آلمان است.
از باشگاه‌هایی که در آن بازی کرده‌است می‌توان به باشگاه فوتبال قوت-وایس ارفورت اشاره کرد.